# Saugeot
Saugeot é uma comuna francesa na região administrativa de Borgonha-Franco-Condado, no departamento de Jura. Estende-se por uma área de 4,49 km². Em 2010 a comuna tinha 67 habitantes (densidade: 14,9 hab./km²).